# Бородино (Калужская область)
Бородино — деревня в Медынском районе Калужской области. Входит в Сельское поселение «Деревня Романово»

## Население
| 2002 | 2010 |
| ---- | ---- |
| 14   | ↗18  |

## География
Находится на берегу реки Шаня. Рядом  — деревня Романово (2,7 км), Обухово (3,5 км), Елешня Вторая (4,4 км), бывшее село Николо-Матрёнино (8,8 км). До центра сельского поселения — 2,7 км, до районного центра — 16 км.

## История
В 1782-м году сельцо Бородино (Т(ш)елебуевское) — Анны Фёдоровны Пусторослевой, Петра Саввича Реткина, Надежды Кирилловны Соймоновой, Марьи Васильевны Маховой, Лариона Дмитриевича Щербачева.